# Santissimo Sacramento a Tor de' Schiavi
Santissimo Sacramento a Tor de' Schiavi är en församlingskyrka i Rom, helgad åt det Allraheligaste Sakramentet. Kyrkan är belägen i kvarteret Prenestino-Labicano i östra Rom. Tor de' Schiavi syftar på ett antikt mausoleum, beläget i Villa Gordiani vid Via Praenestina.
Kyrkan ritades av arkitekten Francesco Fornari och uppfördes mellan 1966 och 1968. Den konsekrerades den 5 maj 1968 av kardinal Angelo Dell'Acqua. Fasaden har ett rosettfönster och på portarna framställs scener ur Gamla och Nya Testamentet.

## Titelkyrka
Santissimo Sacramento a Tor de' Schiavi är sedan den 28 juni 2017 titelkyrka.
Kardinalpräster
- Gregorio Rosa Chávez (28 juni 2017–)